# Max Heß
Max Heß (Chemnitz, 13 de juliol de 1996) és un atleta alemany que competeix en triple salt. Va competir als Jocs Olímpics d'estiu del 2016 i va ser campió d'Europa el 2016.
Nascut el 1996, Heß va guanyar una medalla de plata al Campionat Mundial Júnior de 2014. Va guanyar una altra medalla de plata al Campionat del Món de pista coberta del 2016. Va guanyar l'or al Campionat d'Europa del 2016. El 2017, va competir al Campionat d'Europa de pista coberta i al Campionat d'Europa sub23, i va aconseguir el bronze en tots dos. En el primer, va establir un rècord personal i alemany de 17,52 m.